# Google Nest

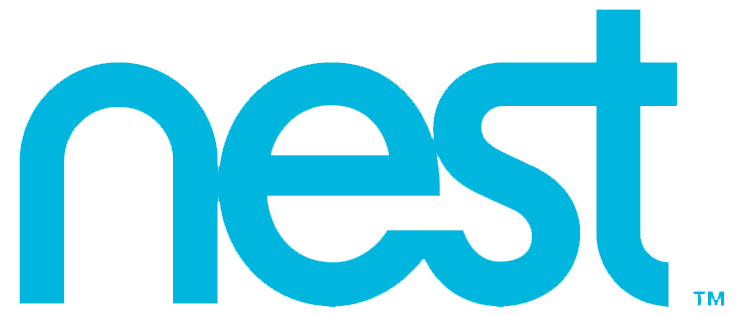
Logotip de Nest Labs abans de convertir-se en la divisió de maquinari de Google

Google Nest és una línia de productes per a la llar intel·ligent que inclou altaveus intel·ligents, pantalles intel·ligents, dispositius de transmissió, termòstats, detectors de fum, encaminadors i sistemes de seguretat, com ara timbres intel·ligents, càmeres i panys intel·ligents.
La marca Nest va ser propietat originalment de Nest Labs, cofundada pels antics enginyers d'Apple Tony Fadell i Matt Rogers el 2010. El seu producte estrella, que va ser la primera oferta de l'empresa, és el Nest Learning Thermostat, presentat el 2011. El producte és programable, d'autoaprenentatge, accionat per sensors i habilitat per a Wi-Fi: funcions que sovint es troben en altres productes Nest. Va ser seguit pels detectors de fum i monòxid de carboni Nest Protect l'octubre de 2013. Després de l'adquisició de Dropcam el 2014, l'empresa va presentar la seva marca Nest Cam de càmeres de seguretat a partir del juny de 2015.
L'empresa es va expandir ràpidament a més de 130 empleats a finals de 2012. Google va adquirir Nest Labs per 3.200 milions de dòlars el gener de 2014, quan l'empresa tenia 280 empleats. A finals de 2015, Nest dona feina a més de 1.100 persones i va afegir un centre d'enginyeria principal a Seattle.

Nest Learning Thermostat

Després que Google es reorganitzés sota el holding Alphabet Inc., Nest va operar independentment de Google del 2015 al 2018. No obstant això, el 2018, Nest es va fusionar amb la unitat de dispositius domèstics de Google dirigida per Rishi Chandra, deixant efectivament d'existir com a negoci independent. El juliol de 2018, es va anunciar que tots els productes electrònicsd de Google Home es comercialitzaran a partir d'ara amb la marca Google Nest.

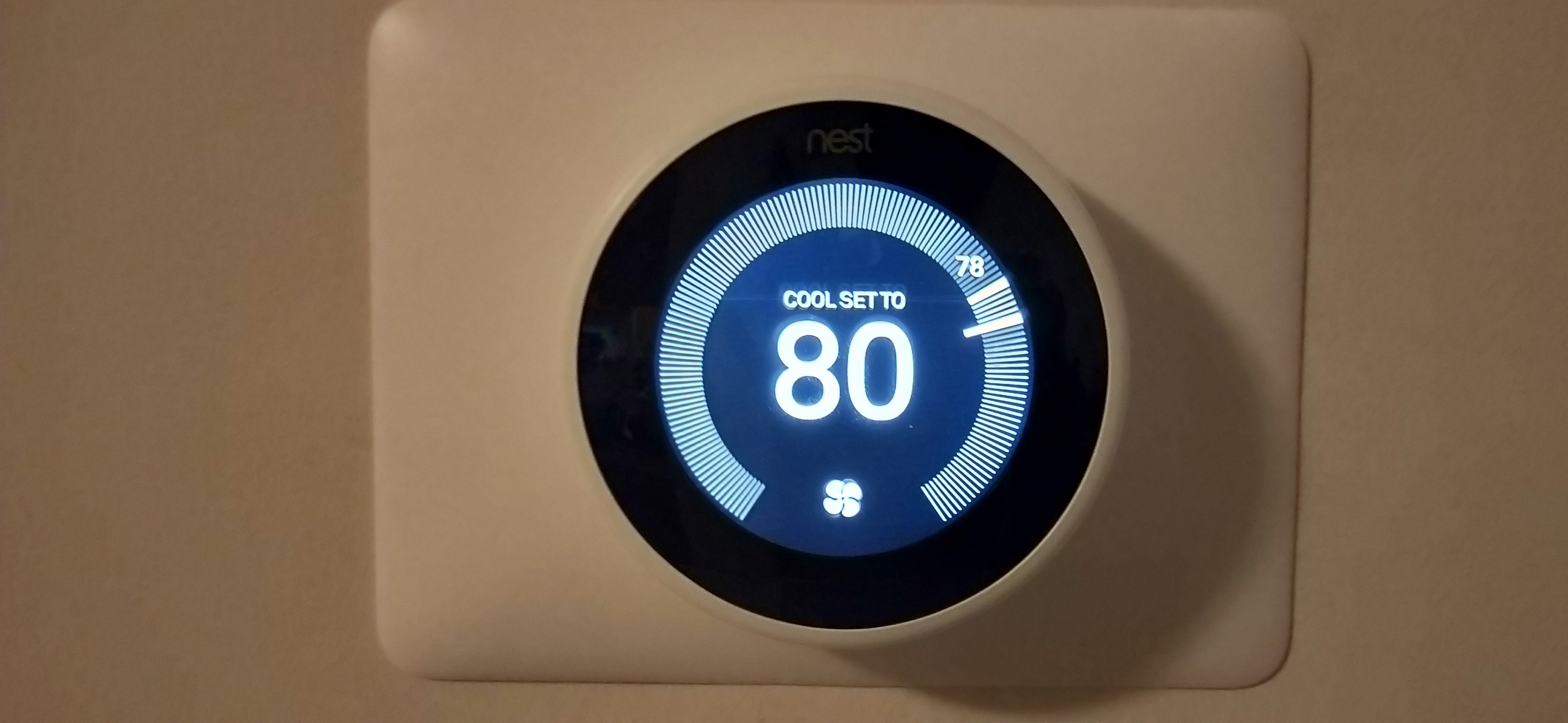
Un termòstat d'aprenentatge automàtic de tercera generació de Nest Labs

## Història
Nest Labs va ser fundat l'any 2010 pels antics enginyers d'Apple Tony Fadell i Matt Rogers. La idea va sorgir quan Fadell estava construint una casa de vacances i va trobar que tots els termòstats disponibles al mercat eren inadequats, motivats per portar alguna cosa millor al mercat. Els primers inversors de Nest Labs inclouen Shasta Ventures i Kleiner Perkins.
El 13 de gener de 2014, Google va anunciar plans per adquirir Nest Labs per 3.200 milions de dòlars en efectiu. Google va completar l'adquisició l'endemà, el 14 de gener de 2014. La companyia operaria independentment de les altres empreses de Google.
L'agost de 2015, Google va anunciar que reestructuraria les seves operacions sota una nova empresa matriu, Alphabet Inc., amb la separació de Nest de Google com a filial del nou holding.
El 7 de febrer de 2018, el cap de maquinari Rick Osterloh va anunciar que Nest s'havia fusionat a la divisió de maquinari de Google, directament al costat d'unitats com Google Home i Chromecast. Conservaria la seva seu separada de Palo Alto, però el CEO de Nest, Marwan Fawaz, ara informaria a Osterloh, i hi havia plans per a una integració més estreta amb les plataformes i el programari de Google com Google Assistant en productes futurs. Poc després de l'anunci, el cofundador i director de producte Matt Rogers va anunciar els seus plans per deixar l'empresa.